# Gnathophausia affinis
Gnathophausia affinis är en kräftdjursart. Gnathophausia affinis ingår i släktet Gnathophausia och familjen Lophogastridae. Inga underarter finns listade i Catalogue of Life.